# I Believe in Father Christmas
I Believe in Father Christmas (с англ. — «Я верю в Деда Мороза») — песня, написанная Грегом Лейком на стихи Питера Синфилда. Стала рождественской песней, несмотря на то, что сам Грег Лейк такого значения песне не придавал.

## История создания
Песня была написана и выпущена Грегом Лейком во время оговоренного участниками ELP перерыва в совместной деятельности. Стихи к песне написал известный поэт, автор текстов Питер Синфилд. Записана песня была в 1974 году, а выпущена в ноябре 1975 года на одноимённом сингле. Грег Лейк вспоминал, что когда он сочинял песню в своём доме в Вест-Энде, он перенастроил первую (нижнюю) струну гитары, понизив её с ми до ре, и таким образом получил тот «каскадный рифф».
I Believe in Father Christmas неожиданно для автора поднялась до второго места в UK Singles Chart (первое место прочно занимала Bohemian Rhapsody группы Queen). В хит-парад сингл попал 6 декабря 1975 года, заняв 40-ю позицию, и продержался там 14 недель. Песня стала самым большим успехом Грега Лейка в его сольной карьере. Однако музыкант не воспринимает песню как рождественскую, то есть традиционно исполняемую в Рождество или на Новый год.
В некотором смысле «I Believe in Father Christmas» очень причудливая песня. Она никогда не писалась с намерением сделать её хитом, а была написана как песня для альбома, серьёзно повествующая о том, как Рождество из праздника мира и доброй воли всех людей превратилось в одну огромную и отвратительную оргию шоппинга
Оригинальный текст (англ.)In some ways, “I Believe in Father Christmas” is a very quirky song. It was never written with the intention of it becoming a hit single but was written, rather, as an album track making quite a serious comment about how Christmas had changed from being a celebration of peace on earth and goodwill to all men, into one huge and disgusting shopping orgy.
Однако автор слов песни Питер Синфилд, заметил (опровергая английский раздел Википедии):
Какой-то придурок написал в Википедии, что песня — ха-ха-ха — про коммерциализацию Рождества… Она, в общем, о потере наивности, и в частности описывает моё последнее по-настоящему счастливое рождество, которое я провёл с матерью в 1950 году…
Оригинальный текст (англ.)Some dimwit has written ‘a piece’ on Wikipedia claiming the song Ho! Ho! Ho! is about the commercialism of Xmas... It is in general about loss of innocence and in particular it pictures the last real happy christmas I spent in 1950 with my mother…
Группа ELP, снова собравшись, записала песню в несколько другой аранжировке и выпустила её в 1977 году на альбоме Works Volume II, затем в 1993 году и снова в другой аранжировке, включила её в бокс-сет The Return of the Manticore. Песня также присутствует на некоторых других сборниках ELP и на традиционных сборниках рождественских песен. В 1995 году был выпущен EP, содержащий как оригинальную версию Грега Лейка, так и версию выпущенную на альбоме Works Volume II
По словам Грега Лейка, хотя песня в основе несложная, её внутренняя музыкальная структура на самом деле сложна, и является сочетанием народной и классической музыки. Так, проигрыш между куплетами песни является обработкой части «Тройка» сюиты Сергея Прокофьева «Поручик Киже», написанной им для одноимённого советского фильма 1934 года. Классический отрывок был вставлен по инициативе Кита Эмерсона.

## Кавер-версии
I wish you a hopeful christmas

I wish you a brave new year

All anguish pain and sadness

Leave your heart and let your road be clear

They said there'll be snow at christmas

They said there'll be peace on earth

Hallelujah noel be it heaven or hell

The christmas you get you deserve
Я желаю вам рождества, полного надежд

Я желаю вам дивного Нового года

Вся тоска, боль и печаль 

Пусть покинут ваше сердце и очистят вам дорогу

Говорят, будет снег на Рождество

Говорят, будет мир на Земле 

Аллилуйя, Рождество! Хоть в раю или аду

Ты получаешь то Рождество, которое заслуживаешь
Песня неоднократно исполнялась и записывалась другими исполнителями.
- Тойа Уиллкокс в 1982 году записала песню для ТВ-шоу Pop Goes Christmas.
- Элейн Пейдж включила песню в свой альбом Christmas 1986 года.
- «Странный Эл» Янкович записал пародийную песню The Night Santa Went Crazy, основанную в том числе и на музыке I Believe in Father Christmas, выпустил её синглом и в составе альбома Bad Hair Day в 1996 году.
- Сара Брайтман включила песню в свой альбом A Winter Symphony в 2008 году.
- U2 в 2008 году записали песню для благотворительного проекта Боно Product Red, направленного на борьбу со СПИДом в Африке. Версия получила высокую оценку Грега Лейка.
- The Swingle Singers, а капелла-группа в 1994 году записала песню на альбоме The Story of Christmas.
- Big Country включала основную тему песни в свой хит Fields of Fire во время его исполнения на концертах.
- Эйрикур Хёйксон в 1986 году выпустил свою версию песни с новым исландским текстом на альбоме Jól alla daga.
- Джо Макэлдерри выпустил песню в альбоме Classic Christmas в 2011 году.
- Робби Уильямс выпустил песню в альбоме The Christmas Present в 2019 году.